# Софулис, Темистоклис
Темистоклис Софулис (греч.  Θεμιστοκλής Σοφούλης  Вати Самос (город), 1 января 1860 — Афины, 24 июня 1949) — греческий археолог, революционер и политик конца XIX — начала XX веков. Трижды был Премьер-министром Греции.

## Самос
Остров Самос в составе Османской империи сохранял автономный статус и населялся исключительно греками.
Несмотря на это, самосцы, под руководством Ликурга Логофета одними из первых в 1821 году приняли участие в греческой войне за независимость.
Благодаря победе греческого флота над турками в ходе Самосского морского сражения, самосцы отстояли свой остров и Самос оставался под греческим контролем до конца войны. Но по настоянию европейских держав, Самос остался вне пределов возрождаемого греческого государства. При этом Самос получил в 1832 году статус автономного княжества, под сюзеренитетом Османской империи и с международными гарантиями, предоставленными Российской империей, Британской империей и Францией.
Правитель Самоса, не наследственный князь, назначался османским султаном, но должен был быть непременно православным:230.

## Биография
Темистоклис Софулис родился в столице Княжества Самос, городе Вати, в 1860 году.
Начальное образование получил на родном острове.
Для продолжения учёбы уехал в Греческое королевство, где учился на философском факультете Афинского университета. Продолжил учёбу, но уже археологии, в Германии. По возвращении в Грецию, был назначен преподавателем археологии в Афинский университет.
В качестве археолога, принял участие во множестве раскопок. Среди прочих, возглавил раскопки в древней Месини в 1895 году.
Но его академическая карьера имела бесславный конец, поскольку Афинский университет не избрал его своим профессором археологии.
Так в 1899 году, Софулис вернулся на родину, в Самос.

## Освободитель Самоса
Софулис был впервые вовлечён в политику в 1900 году, когда в качестве вождя «Партии прогрессивных», партии с новыми национальными и прогрессивными идеями, Софулис был избран депутатом от столицы Самоса в Национальное собрание самосцев.
Другая самосская партия, возглавляемая Иоаннисом Хадзияннисом, была против «энозиса» (воссоединения) Самоса с Грецией. Софулис был избран председателем Национального собрания (то есть премьер-министром) самиотов в 1902 году. Сторонники Хадзиянниса обвиняли «прогрессивных» Софулиса в том, что «с 1902 года они представляли на Самосе идею энозиса и для достижения этой цели согласовывали свои шаги с правительством Греции».
Столкновение сторонников Хадзиянниса с Прогрессивными приняло большие масштабы в мае 1908 года, когда князь Андреас Копасис вызвал на Самос османскую армию, нарушая тем самым гарантированные привилегии острова. Последовали столкновения вокруг столицы острова, с большим числом погибших. Софулис и его сотрудники были признаны ответственными за столкновения и были заочно осуждены к смерти.
Чтобы избежать ареста, Софулис уехал в Афины, где начал формировать революционный корпус, с целью изгнания турок со своего острова.
Копасис был убит в марте 1912 году революционером Ставросом Баретисом.
В начале сентября того же года, накануне Первой Балканской войны, Софулис, со своими командирами и бойцами, числом 300 человек, прибыв с Икарии, высадился в Карловаси на Самосе, чтобы провозгласить революцию против княжеского режима. 200 инсургентов присоединились к нему.
Последовали тяжёлые бои с находившимися на острове турецкими частями. Турки были вынуждены капитулировать. Вмешательство Англии и Франции, пославших свои военные корабли на остров, обеспечило эвакуацию турецких войск, а также князя Веглериса и его окружения с Самоса.
Власть перешла в руки Национального собрания самиотов:135.
Почти сразу же разразилась Первая Балканская война и Национальное собрание Самоса, под председательством Софулиса, 11/24 ноября 1912 года официально провозгласил «энозис» (воссоединение) Самоса с Грецией.
Хотя к тому времени греческий флот освободил все острова в северной части Эгейского моря, греческий премьер Элефтериос Венизелос колебался признать энозис Самоса, опасаясь дипломатических осложнений, по причине международных соглашений определявших статус острова.
Лишь после побед греческого флота над османским у Элли в декабре 1912 года и при Лемносе в январе 1913 года, подтвердивших полное господство Греции в северной части Эгейского моря, маленькая греческая эскадра встала в порту Вати Самоса, что стало де-факто акцией признания декларации местного правительства Софулиса о воссоединении острова с Грецией:136.

## С Партией либералов Венизелоса
В мае мае 1914 года, Софулис оставил правление Самосом и был назначен генеральным губернатором Македонии. Годом позже, (май 1915) он был избран депутатом парламента от нома Самоса.
Начало Первой мировой войны вызвало в Греции Национальный раскол между сторонниками Венизелоса, требовавшими вступления Греции в войну на стороне Антанты, и сторонниками прогермански настроенного королевского двора. Софулис принял сторону Венизелоса.
Когда Венизелос образовал правительство Национальной обороны в македонской столице, городе Фессалоники, в 1917 году, Софулис стал министром внутренних дел в правительстве Венизелоса.
В 1917 году он был избран председателем Парламента эллинов и оставался на этом посту три года.
Парламент этого периода в греческой историографии иронически именуется «Парламент Лазарей», поскольку в июле 1917 года Венизелос, в нарушение конституционных положений, приказом, незаконно восстановил парламент созыва 1915 года.
По аналогии с воскресением Святого Лазаря, в народе этот парламент получил прозвище «Парламент Лазарей», которое и закрепилось в историографии.

## Премьер-министр
Одним из результатов Первой мировой войны стала капитуляция Османской империи.
Греческая армия стояла в 60 км от Константинополя.
В 1919 году, по мандату Антанты, Греция заняла западное побережье Малой Азии. В дальнейшем Севрский мирный договор 1920 года закрепил контроль региона за Грецией, с перспективой решения его судьбы через 5 лет, на референдуме населения:16.
Завязавшиеся здесь бои с кемалистами приобрели характер войны, которую греческая армия была вынуждена вести уже в одиночку. Из союзников, Италия, с самого начала поддерживала кемалистов, Франция, решая свои задачи, стала также оказывать им поддержку. Греческая армия прочно удерживала свои позиции. Геополитическая ситуация изменилась коренным образом и стала роковой для греческого населения Малой Азии после парламентских выборов в Греции, в ноябре 1920 года. Под лозунгом «мы вернём наших парней домой» и получив поддержку, значительного в тот период, мусульманского населения, на выборах победила монархистская «Народная партия».
На этих выборах Софулис также как и Венизелос не был избран депутатом парламента.
Возвращение в Грецию германофила Константина освободило союзников от обязательств по отношению к Греции. Уинстон Черчилль, в своей работе «Aftermath» (стр. 387—388) писал: «Возвращение Константина расторгло все союзные связи с Грецией и аннулировало все обязательства, кроме юридических. С Венизелосом мы приняли много обязательств. Но с Константином, никаких. Действительно, когда прошло первое удивление, чувство облегчения стало явным в руководящих кругах. Не было более надобности следовать антитурецкой политике»:30.
Не находя решения в вопросе греческого населения Ионии, правительство монархистов решило разрешить вопрос разгромом кемалистов и продолжило войну.
Правление монархистов завершилось поражением армии и резнёй и изгнанием коренного населения Ионии. Современный английский историк Дуглас Дакин винит в исходе войны правительство, но не греческую армию, и считает, что даже в создавшихся неблагоприятных условиях, «как и при Ватерлоо, исход мог повернуться как в эту, так и в другую сторону»:357.
28 августа/10 сентября 1922 года король Константин, перед лицом развивающейся революции распустил правительство Протопападакиса, а затем оставил свой трон, в пользу своего сына, наследного принца Георга II.
8 марта 1924 года командующий 1-м корпусом армии генерал Папатанасиу и адмирал Деместихас, Иоаннис предстали перед регентом, адмиралом Кунтуриотисом и вернувшимся в страну Венизелосом, требуя низложения монархии. Премьер-министр Кафандарис, Георгиос, в правительстве которого Софулис был министром внутренних дел, немедленно подал в отставку. Партия Венизелоса распалась на 3 фракции. В этот период Софулис публично высказался за упразднение монархии и возглавил руководство «ярых либералов», то есть левого крыла Партии либералов.
Адмирал Κундуриотис, не имея другой возможности, последовал «советам» офицеров. 12 марта Кунтуриотис поручил формирование правительства лидеру «Демократического союза», Папанастасиу:512.
24 июля 1924 года, президент Греческой республики, адмирал Кунтуриотис поручил формирование правительства Софулису.
Софулис попытался со своего нового поста внести умеренную атмосферу в раздираемую политическими страстями греческую политическую сцену. Его попытки были безрезультатны.
Попытки генералов Церулиса и Панайотопулоса вмешаться вмешаться в политическую жизнь вынудили Софулиса подать в отставку тремя месяцами позже (октябрь 1924 года):415.
Самой значительной шагом осуществлённым правительством Софулиса в короткий период его правления стала национализация 350 000 акров земли, переданных беженцам из Малой Азии и безземельным крестьянам.

## Межвоенный период
С окончанием диктатуры генерала Пангалоса и возвращением партии Венизелоса к власти , Софулис был избран председателем парламента (1926—1928) и военным министром (1928—1930). Он был также председателем парламента с 1930 по 1932 год, и в 1933 году.
В октябре 1934 года ожидалось избрание Венизелоса на пост президента страны. Но вместо Венизелоса парламент вновь избрал президентом Заимиса.
Современный греческий историк Т. Герозисис считает, что это стало возможным благодаря предательству двух заместителей Венизелоса — Софулиса и Гонатаса:438.
Последовал мятеж сторонников Венизелоса 1 марта 1935 года, который был подавлен. Софулис был арестован. Но чрезвычайный трибунал оправдал его, поскольку Софулис не принял участие в мятеже.
С бегством Венизелоса во Францию, Софулис возглавил руководство Партией либералов. На выборах 26 января 1936 года его партия не смогла обеспечить абсолютное большинство, и он подписал с Народным фронтом, ядром которого была Коммунистическая партия Греции , соглашение, благодаря которому он был избран председателем парламента. Это соглашение осталось в истории под именем «Соглашение Софулиса-Склавенаса». (Склавенас, Стелиос был руководящим деятелем компартии и депутатом парламента от Народного фронта.)
Сотрудничество с коммунистами вызвало негодование правых сил и армии.
Король Георг II, чтобы «удовлетворить» армию, назначил военным министром генерала Метаксаса.
«Τерроризированный» Софулис отказывался от поста председателя парламента и предлагал на пост премьер-министра Демердзиса:452.
13 апреля 1936 года премьер-министр Демердзис умер.
Король, не принимая в учёт парламентский и конституционный порядок, назначил премьер-министром Метаксаса.
Софулис предстал перед королём и высказал ему свои беспокойства. Король «убедил» Софулиса в беспочвенности беспокойств, после чего Софулис предоставил в парламенте вотум доверия Метаксасу.
Основным аргументом этого шага была «коммунистическая угроза»:453.
Когда Метаксас стал править страной приказами, Софулис первоначально не высказывал опасений. 7 июня 1936 года, когда Метаксас уже назначил министром внутренних дел полковника Т. Скилакиса, приверженца диктаторских решений проблем, и в прессе появились статьи о надвигающейся диктатуре, Софулис заявлял, что это только слухи.
Офицеры-республиканцы призывали Софулиса предпринять какие либо шаги.
Софулис достиг соглашения с новым лидером «Народной партии» Теотокисом, совместными усилиями низложить Метаксаса после летних отпусков парламента.
Об этом соглашении Софулис в тот же день информировал короля.
Учитывая политический опыт Софулиса, историк Т. Герозисис характеризует этот шаг Софулиса «странным и необъяснимым».
В тот же день король пригласил Метаксаса, а тот в свою очередь своих сотрудников, которым объявил, что получил согласие короля на установление диктатуры:454.
После официального провозглашения диктатуры 4 августа 1936 года Софулис написал королю обращение, которое носило сдержанный характер.
Перерастание диктатуры в фашистский режим вынудило Софулиса выступить более открыто. 6 апреля 1939 года Софулис вновь написал королю Георгу, это письмо носило характер протеста и предупреждения о возможности непоправимой национальной катастрофы.

## Оккупация
В октябре 1940 года греческая армия отразила нападение Италии и перенесла военные действия на территорию Албании. Это была первая победа стран антифашистской коалиции против сил Оси.
Ожидалось вмешательство германской армии. Германский генштаб подготовил план операции «Марита» в декабре, подписав также соглашение об участии болгарской армии в войне и предоставлении Болгарии греческих территорий в Македонии и Фракии:545.
Германия начала ввод своих частей в Болгарию 6 февраля 1941 года и развёртывание их на греко-болгарской границе. Одновременно Болгария мобилизовала 14 своих дивизий:542.
Итальянское весеннее наступление 09.03-15.03.1941 года в Албании показало, что итальянская армия не могла изменить ход событий, что делало вмешательство Германии для спасения своего союзника неизбежным.
Германское вторжение в Грецию началось 6 апреля 1941 года. В тот же день немцы и их союзники вторглись в Югославию, поскольку мартовский переворот нарушил планы присоединения этой страны к «Оси».
Немцы не смогли с ходу прорвать греческую оборону на Линии Метаксаса, что вынудило Гитлера заявить, что «из всех противников, которые нам противостояли, греческий солдат сражался с наибольшим мужеством».
Однако после того как немецкие войска, через территорию Югославии, вышли вышли к Салоникам 19 апреля король принял решение покинуть страну.
Король обратился к Софулису, чтобы тот сформировал правительство, но Софулис отказался:551.
В годы последовавшей тройной, германо-итало-болгарской, оккупации Греции, Софулис оставался в Афинах.
Инициативу организации Сопротивления взяла в свои руки Коммунистическая партия Греции .
Лидеры двух самых больших партий страны, Кафандарис и Софулис, «два старика с провинциальными мозгами и плохими привычками хитрости и мелочной политики» занимали выжидательную позицию.
В результате, многие деятели Партии либералов, руководимой Софулисом, вышли из неё и образовали в мае 1941 года свою партию:580.
Софулис организовал свою организацию ΑΑΑ (греч. «Αγών, Ανόρθωσις, Ανεξαρτησία» — Аго́н, Ано́ртосис, Анексартисиа — Борьба, Восстановление, Независимость), которая находилась в контакте с штабом союзников на Ближнем Востоке.
Софулис отказался сотрудничать с руководимым коммунистами Национально-освободительным фронтом (ЭАМ).
В январе 1942 года полковник Андрикопулос, который был членом ΑΑΑ, решил воссоздать, в качестве партизанского соединения, 12-й полк Патр, которым он командовал до войны.
Андрикопулос обратился к Софулису за материальной поддержкой.
По прошествии многих месяцев и не получив никакого ответа, Андрикопулос осознал, что старый политик и его богатые друзья просто смеются над ним.
Через год Андрикопулос воссоздал 12-й полк, но уже в составе военного крыла ЭАМ, Народно-освободительной армии Греции (ЭЛАС):592.
Впечатлённый масштабами деятельности ЭАМ-ЭЛАС, Софулис предложил более широкий фронт, с участием всех антимонархистских сил. Рукодство ЭАМ и компартии немедленно приняли это предложение, хотя в новом фронте они становились меньшинством.
Руководство ЭАМ подписалось под соглашением. Софулис только ратифицировал его.
Вскоре Софулис отказался подписать соглашение, ссылаясь на несогласие других политических лидеров.
Герозисис пишет «один Бог знает какого рода расчёты мелочной политики были сделаны Софулисом»:616.
В январе 1944 года, Софулис обвинил ЭАМ, что тот являлся ширмой в планах компартии установить коммунистическую диктатуру.
В последние месяцы оккупации Греции 19 мая 1944 года Софулис был арестован оккупационными властями и заключён в Концентрационный лагерь Хайдари.

## После освобождения
После освобождения страны Народно-освободительной армией Греции, Софулис продолжал заявлять, что он являлся антимонархистом и одновременно продолжал проявлять враждебность по отношению к контролируемому коммунистами ЭАМ.
Софулис видел, что при желании ЭАМ, без проблем, в эти дни мог взять власть свои руки. Выступая в роли «лидера Чёрного фронта», Софулис послал телеграмму в союзный штаб Ближнего Востока, в которой, дезинформируя, писал о анархии в Греции и требовал отправку в Грецию союзных войск, чтобы воспрепятствовать ЭАМ взять власть:745.
В начале декабря 1944 года Софулис был предложен на пост премьер-министра временного правительства всеобщего доверия.
Все политические партии, включая коммунистов и ЭАМ, выразили согласие с кандидатурой.
Но кандидатуру Софулиса саботировал Уинстон Черчилль, по причине антимонархического прошлого Софулиса и британских планов по возвращению короля в Грецию.
Герозисис пишет, что с правительством всеобщего доверия, под руководством Софулиса, Греция могла избежать кровавого «Сражения в Афинах» и дальнейших бед:782.
После последовавших боёв в Афинах в декабре 1944 года, между британскими войсками и бойцами Народно-освободительной армии Греции, Софулис принял участие в совещании греческих и британских политиков, проведенного 26 декабря в Афинах, под председательством Уинстона Черчилля:780.
В феврале 1945 года, на суде коллаборационистов, Софулис свидетельствовал о обвиняемых: «Не следует даже предполагать, что обвиняемые имели намерение помочь врагу… Все они хорошие патриоты».

## Гражданская война
В 1945 году к власти в Англии пришла Рабочая партия. Однако в Греции новое правительство продолжило политику Черчилля.
Антимонархическое прошлое Софулиса и одновременно его вражда к ЭАМ стали причиной того, что англичане избрали Софулиса в качестве «среднего решения» на пост премьер-министра коалиционного правительства в ноябре 1945 года, несмотря на то что годом раньше, в декабре 1944 года, англичане отвергли подобную вероятность.
Чтобы обеспечить участие Партии либералов в коалиционном правительстве, англичане обещали отложить референдум о возвращении короля в страну до 1948 года и гарантировали выборы не позднее марта 1946 года.
Софулис верил, что будучи премьером, он обеспечит победу демократии на референдуме 1948 года.
Но он «не учитывал, что реальная власть будет находиться не в руках его правительства, а в руках англичан, генерального штаба и монархистских банд».
Так 22 ноября 1945 года британский министр Мак Нил «поблагодарил» предыдущего премьера П. Канеллопулоса и новым премьером стал Софулис:807.
13 месяцев после освобождения ни один коллаборационист не был расстрелян и лично министр иностранных дел Великобритании Бевин, Эрнст советовал Софулису отложить расстрелы коллаборационистов, «чтобы не нарушить мирную атмосферу». Герозисис характеризует это заявление чёрным юмором, учитывая то, что в стране в этот период беспрепятственно орудовали 200 монархистских банд и убийства коммунистов и участников Сопротивления были ежедневной практикой:809.
В январе 1946 года Софулис отклонил призыв Константина Цалдариса и Софокла Венизелоса о сотрудничестве Либеральной и Народной партий на выборах, которые намечались весной того же года. Незадолго до выборов, он отклонил аналогичное предложение компартии о сотрудничестве ЭАМ и Либеральной партии.
Софулис осознавал, что в этих условиях выборы следовало отложить на несколько месяцев, для проведения реформ в армии, жандармерии и полиции, однако 16 марта, невзирая на отставку 14 своих министров, уступил британским давлениям о безотлагательном проведении выборов.
В тот же день было объявлено о повышении в звании коллаборациониста полковника Плидзанопулоса.
В условиях монархистского террора, компартия приняла решение не принимать участие в выборах.
На выборах марта 1946 года победила Народная партия монархистов, в сотрудничестве с бывшими коллаборационистами.
Через несколько месяцев после выборов, 11 декабря 1946 года, фракция монархистов — бывших коллаборационистов, а ныне союзников англичан, почтила минутой молчания память «героев» жертв Нюрнбергского процесса:812.
Надежды Софулиса, что он будет у власти, для проведения референдума о возвращении короля в нормальных условиях в 1948 году, не сбылись.
Обещания Бевина Софулису о референдуме в 1948 году не имели никакого значения и референдум состоялся 1 сентября 1946 года.
В атмосфере непрекращающихся столкновений и расстрелов, монархисты «не ошиблись, представляя победу в 105 % голосов а представили победу только с 68,3 % голосов»:839.
После возвращения короля Георга в Грецию в сентябре 1946 года, Софулис объявил что признаёт новую политическую реальность Он известил посла что будет согласен даже на королевскую диктатуру как гарантию «против славян и компартии». Но одновременно он предложил Народной партии формирование коалиционного правительства, которое предоставило преследуемым сторонникам компартии амнистию и гарантировало бы им безопасность. Народная партия отвергла это предложение считая его «абсолютно неприемлемой капитуляцией» перед компартией.
Даже в 1947 году, когда Гражданская война в Греции была в полном разгаре, и англичане не в силах справиться с положением уступили контроль над Грецией американцам, компартия видела в лице Софулиса единственное возможное компромиссное решение, чтобы прекратить войну.
В июле 1947 года ЭАМ обратился к Софулису выступить с инициативой, чтобы избежать дальнейшей эскалации войны. Софулис встретился с премьер-министром Димитриосом Максимосом, который был согласен с политическим решением чтобы прекратить войну. Но вступивший на престол после короля Георга, король Павел отказался обсуждать любую инициативу, поскольку американцы не допустили бы этого.
Несмотря на возражения короля 2 августа 1947 года Софулис послал руководству ЭАМ предложение о возможном сотрудничестве с Партией либералов, при условии что когда он станет премьер-министром, Демократическая армия в короткий срок будет расформирована.
В своей записке Софулис обещал признание Национального сопротивления Второй мировой войны и его участников, предоставление всеобщей амнистии и принятия законодательства для предотвращения актов возмездия.
Но Народная партия была обеспокоена как этим процессом так и заявлениями Софулиса. Софулис заявлял о возможности победы Демократической армии, что Греция не должна превратиться в «антиславянский бастион» и что американская политика несла основную ответственность за трагическое положение страны. В свою очередь США были также обеспокоены и угрожали прекращением помощи Греции.
Во избежание нежелаемых политических процессов 4 сентября 1947 года Народная партия Константина Цалдариса была вынуждена принять участие в коалиционном правительстве в котором премьер-министром стал Софулис, чтобы таким образом создать единый фронт против компартии.
Когда в конце 1947 года, компартия сформировала своё собственное Временное правительство, Софулис обратился к руководству ЭАМ чтобы оно разорвало отношения с компартией.
С другой стороны, американцы и англичане советовали греческому правительству разгромить Демократическую армию в течение 6-7 месяцев. Софулис последовал указаниям американцев и одновременно пытался найти выход соглашениям на международном уровне. Но этого не случилось.
Греция погрузилась в свою самую кровавую войну в течение XX века и престарелый и больной Софулис продолжал оставаться на посту премьер-министра.
При этом престарелый политик и бывший революционер сохранял остатки прежнего достоинства.
В начале 1949 года американский генерал Ван Флит, Джеймс, привыкший к уступчивости греческих политиков по своему обычаю вмешался в кадровые вопросы греческой армии.
Ван Флит заявил Софулису «Не забывайте, что это мы держим вас на ногах, предоставляя вам оружие. И мы вправе контролировать его использование, до конца».
К удивлению Ван Флита он услышал от, раболепствующего до того, старца Софулиса следующий ответ
«Генерал, с момента когда ваше оружие передаётся в греческие руки, ваша роль заканчивается».
Софулис умер 24 июня 1949 года, в разгар боёв в горах Граммос и Вици.